# Ashleigh Barty
Ashleigh Barty (Ipswich, Queensland, 24 d'abril de 1996) és una tennista australiana retirada, que també fou jugadora de cricket temporalment. Fou número 1 del rànquing individual l'any 2019 i arribà al número 5 en categoria de dobles.
En el seu palmarès destaquen tres títols de Grand Slam, Roland Garros (2019) i Wimbledon (2021) en categoria individual, i l'US Open (2018) en dobles femenins junt a CoCo Vandeweghe. Abans d'aconseguir el primer títol de Grand Slam de dobles ja havia disputat les finals de tots quatre torneigs de Grand Slam quan només havia complert 21 anys. Poc després va decidir deixar el tennis per jugar a cricket professionalment. Al 2016 va tornar a jugar a tennis i l'any següent ja va aconseguir els primers èxits individuals, culminant amb els títols de Grand Slam i el número 1 del rànquing. Va formar part de l'equip australià de Fed Cup arribant a jugar la final l'edició de 2019, i també va guanyar la medalla de bronze als Jocs Olímpics de Tòquio en dobles mixts junt a John Peers.

## Biografia
Filla de Josie, radiòloga d'ascendència anglesa, i Robert Barty, funcionari indígena del poble Ngarigo. Té dues germanes més gran anomenades Sara i Ali. Va créixer al barri de Springfield de Ipswich i va estudiar al Woodcrest State College. De petita va compaginar la pràctica del tennis i el netball amb les seves germanes.
De ben petita va ser entrenada per Jim Joyce a Brisbane, que va fer una excepció entrenant-la quan només tenia quatre anys perquè aleshores ja tenia molt bona coordinació. L'extennista professional Scott Draper es va unir al seu equip quan era adolescent i van treballar en l'Acadèmia Nacional. Amb 15 anys, l'extennista Jason Stoltenberg va esdevenir el seu entrenador principal i se la va endur durant uns anys a Europa per millorar el seu entrenament.
Barty exerceix com a ambaixadora nacional de tennis centrada en els indígenes per part de la federació australiana, Tennis Australia, la seva intenció és promocionar la participació indígena en el tennis.
Té una relació sentimental amb el golfista professional australià Garry Kissick des del 2017.

## Torneigs de Grand Slam

### Individual: 3 (3−0)
| Resultat   | Núm. | Any  | Torneig          | Oponent             | Marcador         |
| ---------- | ---- | ---- | ---------------- | ------------------- | ---------------- |
| Guanyadora | 1.   | 2019 | Roland Garros    | Markéta Vondroušová | 6−1, 6−3         |
| Guanyadora | 2.   | 2021 | Wimbledon        | Karolína Plísková   | 6−3, 6−7(4), 6−3 |
| Guanyadora | 3.   | 2022 | Open d'Austràlia | Danielle Collins    | 6−3, 7−6(2)      |

### Dobles femenins: 6 (1−5)
| Resultat   | Núm. | Any  | Torneig          | Parella           | Oponents                             | Marcador            |
| ---------- | ---- | ---- | ---------------- | ----------------- | ------------------------------------ | ------------------- |
| Finalista  | 1.   | 2013 | Open d'Austràlia | Casey Dellacqua   | Sara Errani Roberta Vinci            | 2−6, 6−3, 2−6       |
| Finalista  | 2.   | 2013 | Wimbledon        | Casey Dellacqua   | Hsieh Su-wei Peng Shuai              | 6−7(1), 1−6         |
| Finalista  | 3.   | 2013 | US Open          | Casey Dellacqua   | Andrea Hlaváčková Lucie Hradecká     | 7−6(4), 1−6, 4−6    |
| Finalista  | 4.   | 2017 | Roland Garros    | Casey Dellacqua   | Bethanie Mattek-Sands Lucie Šafářová | 2−6, 1−6            |
| Guanyadora | 1.   | 2018 | US Open          | CoCo Vandeweghe   | Tímea Babos Kristina Mladenovic      | 3−6, 7−6(2), 7−6(6) |
| Finalista  | 5.   | 2019 | US Open (2)      | Viktória Azàrenka | Elise Mertens Arina Sabalenka        | 5−7, 5−7            |

## Jocs Olímpics

### Dobles mixts
| Any  | Campionat                   | Superfície | Parella    | Oponents                      | Marcador |
| ---- | --------------------------- | ---------- | ---------- | ----------------------------- | -------- |
| 2020 | Jocs Olímpics, Tòquio, Japó | Dura       | John Peers | Nina Stojanović Novak Đoković | Renúncia |

## Carrera esportiva
Va tenir una carrera tennística júnior molt prometedora arribant al número 2 i va guanyar el torneig de Wimbledon l'any 2011 en categoria júnior. L'any següent ja va fer el salt a professional amb només quinze anys i va debutar en els primers torneigs de la temporada disputats al seu país, entre els quals destaca arribar a semifinals en dobles fent parella amb la seva compatriota Casey Dellacqua a Brisbane. Va guanyar una invitació per disputar el primer torneig de Grand Slam professional a l'Open d'Austràlia 2012, no obstant va perdre en primera ronda davant Anna Tatishvili. Malgrat la seva joventut, va començar a encadenar bons resultats en el circuit ITF tan individuals com en dobles fent parella amb Sally Peers, que li van permetre guanyar diversos títols. Durant la temporada va rebre invitacions per participar en Roland Garros i Wimbledon, però va cedir en primera ronda davant Petra Kvitová i Roberta Vinci, respectivament. Va acabar la temporada dins el Top 200 en ambdós rànquings.
Ja al 2013, només amb 16 i 17 anys, va intentar dedicar-se a torneigs del circuit WTA però només va aconseguir disputar vuit partits en quadres principals i tampoc va aconseguir entrar al Top 100 del rànquing. Tanmateix, el seu rendiment en les proves de dobles fou espectacular malgrat la seva curta edat, i fou finalista de tres dels torneigs de Grand Slam junt a la seva compatriota Casey Dellacqua. A banda dels resultats en Grand Slams, la parella va guanyar un títol a Birmingham, i va acabar la temporada en el dotzè lloc del rànquing de dobles. En la següent temporada va aconseguir un nou títol de dobles a Estrasburg, i van ser finalistes a Birmingham, però no van aconseguir reeditar els resultats en Grand Slams.
Malgrat aquest inici tan reeixit per la seva edat, en finalitzar la temporada 2014 va decidir abandonar momentàniament el tennis, sentia que tot havia anat molt ràpid i havia passat molt temps separada de la família, de manera que ara volia descansar un temps i tenir una vida més típica com les seves amigues. Després d'una trobada amb la selecció femenina australiana de criquet per explicar la seva experiència com a atleta professional, es va interessar per aquest esport per trencar la dinàmica d'un esport individual per un d'equip malgrat no haver-se format mai i només jugar amb la família. L'equip menor Brisbane Heat li va donar una oportunitat per demostrar les seves habilitats i el seu rendiment fou tan espectacular que ràpidament va signar amb aquest equip per disputar una lliga australiana femenina en format Twenty20.
Aquest interval va finalitzar al febrer de 2016 quan va finalitzar la lliga de cricket i va anunciar el seu retorn al circuit WTA amb més il·lusió. Sota les ordres de Craig Tyzzer, inicialment només va competir en els esdeveniments de dobles al circuit ITF, i va guanyar tres dels cinc torneigs en els quals va competir. Al maig va disputar el primer torneig individualment, i ja al juny va superar la fase prèvia per disputar el primer torneig del circuit WTA a Nottingham. Malauradament, una lesió al braç no li va permetre disputar més torneigs fins al novembre.
Va començar la temporada 2017 més enllà del lloc 250 tan en el rànquing individual com en el de dobles. El primer torneig de la temporada que va disputar fou l'Open d'Austràlia, en el qual va arribar a tercera ronda, i a continuació va disputar el torneig de Kuala Lumpur, on va aconseguir el doblet amb els títols individual derrotant a Nao Hibino, i de dobles fent parella amb Casey Dellacqua. Aquest fou el primer títol individual del seu palmarès i el tercer en dobles femenins. En el Roland Garros va arribar a la final en el quadre de dobles junt a Dellacqua, però van cedir enfront de les primeres caps de sèrie, Bethanie Mattek-Sands i Lucie Šafářová. Amb aquesta final van aconseguir la fita de disputar les finals de tots els torneigs de Grand Slam, però malauradament, les havien perdut totes quatre. A l'estiu va tornar a disputar una nova final a Birmingham, en la qual va cedir enfront Petra Kvitová, però va aconseguir el títol de dobles femenins. A l'estiu va tenir bons resultats en la gira nord-americana i va arribar a tercera ronda del US Open, cedint davant la campiona final, Sloane Stephens. A la tardor va obtenir el millor resultat de la temporada arribant a la final de Wuhan després de derrotar tres tennistes del Top 10, però malauradament va ser derrotada per Caroline Garcia en la final. Es va classificar a temps pel WTA Elite Trophy, on va superar la primera fase guanyant Anastassia Pavliutxénkova i Angelique Kerber, però va caure en semifinals enfront CoCo Vandeweghe. Els resultats de la temporada li van permetre escalar fins al 17è lloc del rànquing individual. En dobles també van disputar les finals d'Eastbourne i New Haven sense èxit, un total de tres títols de sis finals disputades. Això les va permetre disputar les WTA Finals com a tercera millor parella, però van caure en primera ronda. Barty va acabar la temporada en l'onzè lloc del rànquing de dobles.
Va començar la temporada 2018 sent finalista a Sydney després de ser superada per Kerber. Va entrar a l'Open d'Austràlia com a cap de sèrie per primera vegada en la seva trajectòria, però va caure en tercera ronda en mans de Naomi Osaka. A la primavera va arribar a les semifinals d'Estrasburg però no va poder fer un bon resultat a Roland Garros cedint enfront Serena Williams. A continuació va aconseguir el segon títol individual del seu palmarès a Nottingham, superant Johanna Konta en la final. Després d'assolir la tercera ronda a Wimbledon, va arribar a semifinals de Toronto i tercera ronda a Cincinnati cedint enfront Simona Halep, número 1 del rànquing, en ambdós esdeveniments. En el US Open va arribar a quarta ronda derrotada per Karolína Plíšková. A Wuhan va arribar a semifinals superada per Arina Sabalenka, però fou suficient per classificar-se pel torneig Elite Trophy per segona ocasió consecutiva. Novament va perdre enfront Sabalenka però va superar Garcia i va poder avançar a semifinals per una carambola, allà va superar Julia Görges i en la final a la local Wang Qiang, que li va permetre aconseguir el tercer títol individual del seu palmarès i escalar fins al 15è lloc del rànquing internacional. En dobles va arribar a tercera ronda fent parella amb Dellacqua, que fou el seu darrer torneig que van disputar juntes per la retirada de Dellacqua. La següent parella que va tenir fou CoCo Vandeweghe, amb qui va guanyar a Miami. També va jugar alguns torneigs amb Demi Schuurs i Elise Mertens. Junt a Schuurs van guanyar tots dos torneigs de van disputar, Roma i Mont-real. Amb Vandeweghe van disputar posteriorment l'US Open, i van conquerir el primer títol de Grand Slam després de superar diversos punts de partit en contra. Malgrat disputar només set torneigs juntes, Vandeweghe i Barty es van classificar per les WTA Finals en darrera posició gràcies als títols aconseguits, però van ser derrotades en semifinals.
Novament va iniciar la temporada a Sydney sent finalista, en aquesta ocasió davant Petra Kvitová. En l'Open d'Austràlia va arribar a quarts de final, també en mans de Kvitová. A Indian Wells va caure a quarta ronda, però a Miami va aconseguir el primer títol de 2019 després de superar a Karolína Plísková en la final. Aquests resultats li van permetre debutar al Top 10 en el rànquing individual. Sobre terra batuda només va disputar dos torneigs, Madrid, on va caure en quarts de final davant Halep, i Roland Garros, on es va imposar a Markéta Vondroušová en la final per aconseguir el primer títol individual de Grand Slam del seu palmarès. El seu domini fou aclaparador ja que només va cedir dos sets en tot el torneig, i va esdevenir la primera tennista australiana en guanyar aquest títol des de Margaret Court l'any 1973. Aquesta victòria li va permetre escalar fins a la segona posició del rànquing individual, i el títol aconseguit a continuació a Birmingham, va provocar l'ascens al capdamunt del rànquing. Barty va esdevenir la primera tennista australiana en ser número u del rànquing des d'Evonne Goolagong Cawley. A Wimbledon va trencar la ratxa de quinze victòries consecutives en ser derrotada per Alison Riske en quarta ronda. A principis d'agost va perdre momentàniament el número u en mans de Naomi Osaka, i també va perdre en quarta ronda del US Open davant Wang Qiang. Va recuperar aquest lloc després de ser semifinalista a Wuhan i finalista a Pequín. A final de temporada va debutar a les WTA Finals en categoria individual, on va superar Belinda Bencic i Kvitová, però va perdre davant Kiki Bertens en la primera fase. A continuació va superar Plísková i Elina Svitòlina per arrodonir la temporada amb aquest títol. Això li va permetre acabar la temporada al capdamunt del rànquing i ser guardonada com a millor tennista de l'any. Degut a la lesió de Vandeweghe, va formar parella regular amb Viktória Azàrenka, amb la qual fou semifinalista a Miami i van guanyar el títol de Roma. A l'estiu també van ser semifinalistes a Toronto i van arribar a la final del US Open, en el qual defensava el títol. Malgrat disputar només vuit torneigs juntes, es van quedar a les portes de classificar-se per les WTA Finals.
La temporada 2020 va començar-la a la seva localitat natal, Brisbane, però va ser sorpresa en segona ronda per Jennifer Brady. Es va refer la setmana següent a Adelaida després de desfer-se de Dayana Yastremska. En el l'Open d'Austràlia, on partia com a principal favorita, va ser derrotada per Sofia Kenin en semifinals. Després d'unes setmanes de descans va tornar a Doha, on també fou semifinalista superada per Kvitová. Llavors va esclatar la pandèmia de COVID-19, que va provocar la suspensió del circuit fins a l'agost, però Barty va decidir renunciar a tots els torneigs del calendari per la preocupació i la por a viatjar derivada de la pandèmia. Malgrat la seva renúncia, els canvis aplicats en el criteri de càlcul del rànquing WTA va provocar que Barty acabés l'any també com a número 1 del rànquing.
Després de gairebé onze mesos apartada de les pistes degut a la pandèmia, Barty va tornar a jugar en un dels primers torneigs de la temporada celebrats a Melbourne. En aquest torneig va imposar-se en la final a Garbiñe Muguruza. En l'Open d'Austràlia va ser derrotada en quarts de final per Karolína Muchová malgrat ser la principal favorita. A Miami va aconseguir defensar el títol després de superar Bianca Andreescu en al final. En els torneigs sobre terra batuda va continuar amb els èxits amb el tercer títol de la temporada a Stuttgart davant Arina Sabalenka, i es quedar a les portes a Madrid contra la mateixa Sabalenka. Malauradament, una lesió la va apartar dels següents torneigs i va ajornar el seu retorn fins Wimbledon, on va vèncer Karolína Plísková en la final per aconseguir el segon títol de Grand Slam individual del seu palmarès. A l'estiu va disputar les tres proves tennístiques dels Jocs Olímpics de Tòquio. En la prova individual va ser sorpresa en primera ronda per Sara Sorribes Tormo, en la prova de dobles femenins va arribar a quarts de final fent parella amb Storm Sanders, mentre que en dobles mixts aconseguí la medalla de bronze junt a John Peers després de perdre en semifinals i aprofitar la renúncia de l'equip serbi (Nina Stojanović i Novak Đoković) en la final de consolació. Es fa refer de la derrota individual amb el cinquè títol de la temporada a Cincinnati derrotant a Jil Teichmann. En el US Open va caure en tercera ronda superada per Shelby Rogers. Amb el número 1 del rànquing individual pràcticament assegurat per tercer any consecutiu, va preferir tancar la temporada i tornar a casa seva per descansar. En dobles va formar parella amb Jennifer Brady però per diversos problemes de lesions no van poder disputar gaires torneigs juntes. Tot i així van guanyar el títol a Stuttgart.
Va començar la temporada 2022 a Adelaida guanyant el doblet de títols, l'individual davant Ielena Ribàkina, i el de dobles junt a Storm Sanders. A l'Open d'Austràlia es va plantar a la final amb molta superioritat, i va derrotar Danielle Collins per esdevenir la primera tennista australiana en guanyar el torneig individualment des de Chris O'Neil l'any 1978. Aquest fou el tercer títol individual de Grand Slam del seu palmarès, tots amb un tipus de superfície diferent. Malgrat aquest inici tan prometedor i ser número 1 del rànquing individual, el 23 de març de 2022 va anunciar la seva retirada definitiva del tennis en una entrevista realitzada per la seva amiga i parella de dobles Casey Dellacqua, al·legant cansament psicològic i físic.

## Palmarès

### Individual: 21 (15−6)
| 2009 − 2020                                          | Després de 2021 |
| ---------------------------------------------------- | --------------- |
| Grand Slam (3−0)                                     |                 |
| WTA Finals (1−0)                                     |                 |
| WTA Tournament of Champions / WTA Elite Trophy (1−0) |                 |
| Premier Mandatory (1−1)                              | WTA 1000 (2−1)  |
| Premier 5 (0−1)                                      | WTA 1000 (2−1)  |
| Premier (2−3)                                        | WTA 500 (2−0)   |
| International (2−0)                                  | WTA 250 (1−0)   |

| Títols per superfície |
| --------------------- |
| Dura (10−4)           |
| Gespa (3−1)           |
| Terra batuda (2−1)    |

| Resultat   | Núm. | Data                   | Torneig                        | Superfície   | Oponent             | Marcador            |
| ---------- | ---- | ---------------------- | ------------------------------ | ------------ | ------------------- | ------------------- |
| Guanyadora | 1.   | 5 de març de 2017      | Kuala Lumpur, Malàisia         | Dura         | Nao Hibino          | 6−3, 6−2            |
| Finalista  | 1.   | 25 de juny de 2017     | Birmingham, Regne Unit         | Gespa        | Petra Kvitová       | 6−4, 3−6, 2−6       |
| Finalista  | 2.   | 30 de setembre de 2017 | Wuhan, Xina                    | Dura         | Caroline Garcia     | 7−6(3), 6−7(4), 2−6 |
| Finalista  | 3.   | 13 de gener de 2018    | Sydney, Austràlia              | Dura         | Angelique Kerber    | 4−6, 4−6            |
| Guanyadora | 2.   | 17 de juny de 2018     | Nottingham, Regne Unit         | Gespa        | Johanna Konta       | 6−3, 3−6, 6−4       |
| Guanyadora | 3.   | 4 de novembre de 2018  | WTA Elite Trophy, Zhuhai, Xina | Dura (i)     | Wang Qiang          | 6−3, 6−4            |
| Finalista  | 4.   | 12 de gener de 2019    | Sydney (2)                     | Dura         | Petra Kvitová       | 6−1, 5−7, 6−7(3)    |
| Guanyadora | 4.   | 31 de març de 2019     | Miami, Estats Units            | Dura         | Karolína Plísková   | 7−6(1), 6−3         |
| Guanyadora | 5.   | 9 de juny de 2019      | Roland Garros, França          | Terra batuda | Markéta Vondroušová | 6−1, 6−3            |
| Guanyadora | 6.   | 23 de juny de 2019     | Birmingham (2)                 | Gespa        | Julia Görges        | 6−3, 7−5            |
| Finalista  | 5.   | 6 d'octubre de 2019    | Pequín, Xina                   | Dura         | Naomi Osaka         | 6−3, 3−6, 2−6       |
| Guanyadora | 7.   | 3 de novembre de 2019  | WTA Finals, Shenzhen, Xina     | Dura (i)     | Elina Svitòlina     | 6−4, 6−3            |
| Guanyadora | 8.   | 18 de gener de 2020    | Adelaida, Austràlia            | Dura         | Dayana Yastremska   | 6−2, 7−5            |
| Guanyadora | 9.   | 7 de febrer de 2021    | Melbourne, Austràlia           | Dura         | Garbiñe Muguruza    | 7−6(3), 6−4         |
| Guanyadora | 10.  | 3 d'abril de 2021      | Miami (2)                      | Dura         | Bianca Andreescu    | 6−3, 4−0, retirada  |
| Guanyadora | 11.  | 25 d'abril de 2021     | Stuttgart, Alemanya            | Terra batuda | Arina Sabalenka     | 3−6, 6−0, 6−3       |
| Finalista  | 6.   | 8 de maig de 2021      | Madrid, Espanya                | Terra batuda | Arina Sabalenka     | 0−6, 6−3, 4−6       |
| Guanyadora | 12.  | 11 de juliol de 2021   | Wimbledon, Regne Unit          | Gespa        | Karolína Plísková   | 6−3, 6−7(4), 6−3    |
| Guanyadora | 13.  | 22 d'agost de 2021     | Cincinnati, Estats Units       | Dura         | Jil Teichmann       | 6−3, 6−1            |
| Guanyadora | 14.  | 9 de gener de 2022     | Adelaida, Austràlia            | Dura         | Ielena Ribàkina     | 6−3, 6−2            |
| Guanyadora | 15.  | 29 de gener de 2022    | Open d'Austràlia, Austràlia    | Dura         | Danielle Collins    | 6−3, 7−6(2)         |

#### Períodes com a número 1
| Núm. | Predecessora | Dates                   | Successora  | Setmanes | Acumulat |
| ---- | ------------ | ----------------------- | ----------- | -------- | -------- |
| 1.   | Naomi Osaka  | 24/06/2019 − 12/08/2019 | Naomi Osaka | 7        | 7        |
| 2.   | Naomi Osaka  | 09/09/2019 − 03/04/2022 | Iga Świątek | 114      | 121      |

### Dobles femenins: 21 (12−9)
| 2009 − 2020             | Després de 2021 |
| ----------------------- | --------------- |
| Grand Slam (1−5)        |                 |
| WTA Finals (0−0)        |                 |
| Premier Mandatory (1−0) | WTA 1000 (0−0)  |
| Premier 5 (3−0)         | WTA 1000 (0−0)  |
| Premier (1−4)           | WTA 500 (1−0)   |
| International (4−0)     | WTA 250 (1−0)   |

| Títols per superfície |
| --------------------- |
| Dura (5−5)            |
| Gespa (2−3)           |
| Terra batuda (5−1)    |

| Resultat   | Núm. | Data                  | Torneig                     | Superfície   | Parella           | Oponents                              | Marcador            |
| ---------- | ---- | --------------------- | --------------------------- | ------------ | ----------------- | ------------------------------------- | ------------------- |
| Finalista  | 1.   | 27 de gener de 2013   | Open d'Austràlia, Austràlia | Dura         | Casey Dellacqua   | Sara Errani Roberta Vinci             | 2−6, 6−3, 2−6       |
| Guanyador  | 1.   | 16 de juny de 2013    | Birmingham, Regne Unit      | Gespa        | Casey Dellacqua   | Cara Black Marina Erakovic            | 7−5, 6−4            |
| Finalista  | 2.   | 7 de juliol de 2013   | Wimbledon, Regne Unit       | Gespa        | Casey Dellacqua   | Hsieh Su-wei Peng Shuai               | 6−7(1), 1−6         |
| Finalista  | 3.   | 9 de setembre de 2013 | US Open, Estats Units       | Dura         | Casey Dellacqua   | Andrea Hlaváčková Lucie Hradecká      | 7−6(4), 1−6, 4−6    |
| Guanyador  | 2.   | 24 de maig de 2014    | Estrasburg, França          | Terra batuda | Casey Dellacqua   | Tatiana Búa Daniela Seguel            | 4−6, 7−5, [10−4]    |
| Finalista  | 4.   | 16 de juny de 2013    | Birmingham                  | Gespa        | Casey Dellacqua   | Raquel Kops-Jones Abigail Spears      | 6−7(1), 1−6         |
| Guanyador  | 3.   | 15 de març de 2017    | Kuala Lumpur, Malàisia      | Dura         | Casey Dellacqua   | Nicole Melichar Makoto Ninomiya       | 7−6(5), 6−3         |
| Guanyador  | 4.   | 28 de maig de 2017    | Estrasburg (2)              | Terra batuda | Casey Dellacqua   | Chan Hao-ching Chan Yung-jan          | 6−4, 6−2            |
| Finalista  | 5.   | 11 de juny de 2017    | Roland Garros, França       | Terra batuda | Casey Dellacqua   | B. Mattek-Sands Lucie Šafářová        | 2−6, 1−6            |
| Guanyador  | 5.   | 25 de juny de 2017    | Birmingham (2)              | Gespa        | Casey Dellacqua   | Chan Hao-ching Zhang Shuai            | 6−1, 2−6, [10−8]    |
| Finalista  | 6.   | 1 de juliol de 2017   | Eastbourne, Regne Unit      | Gespa        | Casey Dellacqua   | Chan Yung-jan Martina Hingis          | 3−6, 5−7            |
| Finalista  | 7.   | 26 d'agost de 2017    | New Haven, Estats Units     | Dura         | Casey Dellacqua   | Gabriela Dabrowski Xu Yifan           | 6−3, 3−6, [8−10]    |
| Guanyadora | 6.   | 1 d'abril de 2018     | Miami, Estats Units         | Dura         | CoCo Vandeweghe   | Barbora Krejčíková Kateřina Siniaková | 6−2, 6−1            |
| Guanyadora | 7.   | 20 de maig de 2018    | Roma, Itàlia                | Terra batuda | Demi Schuurs      | Andrea Hlaváčková Barbora Strýcová    | 6−3, 6−4            |
| Guanyadora | 8.   | 12 d'agost de 2018    | Mont-real, Canadà           | Dura         | Demi Schuurs      | Latisha Chan Iekaterina Makàrova      | 4−6, 6−3, [10−8]    |
| Guanyadora | 9.   | 9 de setembre de 2018 | US Open                     | Dura         | CoCo Vandeweghe   | Tímea Babos Kristina Mladenovic       | 3−6, 7−6(2), 7−6(6) |
| Guanyadora | 10.  | 19 de maig de 2019    | Roma (2)                    | Terra batuda | Viktória Azàrenka | Anna-Lena Grönefeld Demi Schuurs      | 4−6, 6−0, [10−3]    |
| Finalista  | 8.   | 8 de setembre de 2019 | US Open (2)                 | Dura         | Viktória Azàrenka | Arina Sabalenka Elise Mertens         | 5−7, 5−7            |
| Finalista  | 9.   | 12 de gener de 2020   | Brisbane, Austràlia         | Dura         | Kiki Bertens      | Hsieh Su-wei Barbora Strýcová         | 6−3, 6−7(7), [8−10] |
| Guanyadora | 11.  | 25 d'abril de 2021    | Stuttgart, Alemanya         | Terra batuda | Jennifer Brady    | Desirae Krawczyk B. Mattek-Sands      | 6−4, 5−7, [10−5]    |
| Guanyadora | 12.  | 9 de gener de 2022    | Adelaida, Austràlia         | Dura         | Storm Sanders     | D. Jurak Schreiber Andreja Klepač     | 6−1, 6−4            |

### Equips: 1 (0−1)
| Resultat  | Núm. | Data                      | Torneig                          | Superfície | Equip                                                       | Oponents                                                                        | Marcador |
| --------- | ---- | ------------------------- | -------------------------------- | ---------- | ----------------------------------------------------------- | ------------------------------------------------------------------------------- | -------- |
| Finalista | 1.   | 10−11 de novembre de 2019 | Copa Federació, Perth, Austràlia | Dura       | Priscilla Hon Astra Sharma Samantha Stosur Ajla Tomljanović | Alizé Cornet Fiona Ferro Caroline Garcia Kristina Mladenovic Pauline Parmentier | 2−3      |

## Trajectòria

### Individual
| Open d'Austràlia | A   | 1R  | 1R          | 1R          | A           | A   | 3R          | 3R          | QF          | SF          | QF   | G    | 1 / 9    | 24 – 8   |
| Roland Garros | A   | 1R  | 2R          | 1R          | A           | A   | 1R          | 2R          | G           | A           | 2R   | A    | 1 / 7    | 10 – 6   |
| Wimbledon | A   | 1R  | Q1          | Q3          | A           | Q2  | 1R          | 3R          | 4R          | NC          | G    | A    | 1 / 5    | 12 – 4   |
| US Open | Q1  | A   | 2R          | 1R          | A           | A   | 3R          | 4R          | 4R          | A           | 3R   | A    | 0 / 6    | 11 – 6   |
| Jocs Olímpics | NC  | A   | No celebrat | No celebrat | No celebrat | A   | No celebrat | No celebrat | No celebrat | No celebrat | 1R   | NC   | 0 / 1    | 0 – 1    |
| WTA Finals | A   | A   | A           | A           | A           | A   | A           | A           | G           | NC          | A    | A    | 1 / 1    | 4 – 1    |
| WTA Elite Trophy | A   | A   | A           | A           | A           | A   | SF          | G           | A           | NC          | NC   | A    | 1 / 2    | 5 – 2    |
| Total Victòries−Derrotes | 0−0 | 0−4 | 4−5         | 1−5         | 0−0         | 2−1 | 30−14       | 46−19       | 57−13       | 11−3        | 42−8 | 11–0 | 205 – 73 | 205 – 73 |
| Rànquing a final d'any | 669 | 195 | 164         | 218         | –           | 325 | 17          | 15          | 1           | 1           | 1    | –    |          |          |
| Llegenda: G: Guanyadora; F: Finalista; SF: Semifinalista; QF: Quarts de final; Q: Qualificació; A: Absent; RR: Round Robin; |     |     |             |             |             |     |             |             |             |             |      |      |          |          |

### Dobles femenins
| Open d'Austràlia | 1R  | F           | 2R          | A           | A   | QF          | 2R          | 2R          | 2R          | 2R  | A   | 0 / 8  | 13 – 7 |
| Roland Garros | A   | 2R          | QF          | A           | A   | F           | 1R          | 3R          | A           | A   | A   | 0 / 5  | 10 – 5 |
| Wimbledon | A   | F           | QF          | A           | 1R  | QF          | A           | 3R          | NC          | A   | A   | 0 / 5  | 13 – 4 |
| US Open | A   | F           | 1R          | A           | A   | 2R          | G           | F           | A           | A   | A   | 1 / 5  | 17 – 4 |
| Jocs Olímpics | A   | No celebrat | No celebrat | No celebrat | A   | No celebrat | No celebrat | No celebrat | No celebrat | QF  | NC  | 0 / 1  | 2 − 1  |
| WTA Finals | A   | A           | A           | A           | A   | QF          | SF          | A           | NC          | A   | A   | 0 / 2  | 1 – 2  |
| Total Victòries–Derrotes | 2−2 | 23−9        | 19−7        | 0−0         | 0−1 | 35−14       | 28−8        | 25−7        | 3−3         | 9−2 | 3−0 | 147–53 | 147–53 |
| Rànquing a final d'any | 172 | 12          | 39          | –           | 216 | 11          | 7           | 19          | 14          | 102 | –   |        |        |
| Llegenda: G: Guanyadora; F: Finalista; SF: Semifinalista; QF: Quarts de final; Q: Qualificació; A: Absent; RR: Round Robin; |     |             |             |             |     |             |             |             |             |     |     |        |        |

### Dobles mixts
| Open d'Austràlia | 1R | 1R          | 2R          | A           | A | A           | A           | A           | A           | A  | 0 / 3 | 1 – 3 |
| Roland Garros | A  | 1R          | A           | A           | A | A           | A           | A           | A           | A  | 0 / 1 | 0 – 1 |
| Wimbledon | A  | QF          | 3R          | A           | A | A           | 1R          | A           | A           | A  | 0 / 3 | 3 – 3 |
| US Open | A  | 2R          | QF          | A           | A | A           | A           | A           | A           | A  | 0 / 2 | 3 – 2 |
| Jocs Olímpics | A  | No celebrat | No celebrat | No celebrat | A | No celebrat | No celebrat | No celebrat | No celebrat | 3r | 0 / 1 | 3 − 1 |
| Llegenda: G: Guanyadora; F: Finalista; SF: Semifinalista; QF: Quarts de final; Q: Qualificació; A: Absent; RR: Round Robin; |    |             |             |             |   |             |             |             |             |    |       |       |

## Guardons
- ITF World Champion (2): 2019, 2021[32]
- WTA Player of the Year (2): 2019, 2021[33]
- Newcombe Medal (4): 2017, 2018, 2019, 2021
- ABC Sport Personality of the Year: 2019
- Atleta australiana de l'any: 2019
- Atleta australiana júnior de l'any (4): 2010, 2011, 2012, 2013